# Гонгбогьямда
Гонгбогьямда, ранее Джамда (тиб. ཀོང་པོ་རྒྱ་མདའ་རྫོང་, Вайли: kong po rgya mda´ rdzong, кит. упр. 工布江达县, пиньинь Gōngbùjiāngdá xiàn, палл. Гунбуцзянда сянь) — уезд в городском округе Ньингчи, Тибетский автономный район, КНР. Название уезда в переводе с тибетского означает «глубокое ущелье».

## История
Во времена империи Цин существовал дзонг Гьямба. В 1912 году был создан уезд Тайчжао (太昭县), затем переименованный в дзонг Гогнбогьямда.
В 1951 году дзонг Гогнбогьямда был вновь переименован в уезд Тайчжао. В 1960 году он получил название Гогнбогьямда и вошёл в состав Специального района Ньингчи (林芝专区). В октябре 1963 года Специальный район Ньингчи был расформирован, и уезд был передан в состав городского округа Лхаса, при этом к нему был присоединён уезд Сюэба.
В 1986 году был создан округ Ньингчи, и уезд вошёл в его состав.

## Административное деление
Уезд делится на 3 посёлка и 6 волостей:
- Посёлок Джинда (金达镇)
- Посёлок Гонгбогьямда (工布江达镇)
- Посёлок Бахэ (巴河镇)
- Волость Ниангпу (娘蒲乡)
- Волость Гьамда (江达乡)
- Волость Зонгса (仲莎乡)
- Волость Зула (朱拉乡)
- Волость Цогао (措高乡)